# Schizothorax parvus
Schizothorax parvus är en fiskart som beskrevs av Tsao, 1964. Schizothorax parvus ingår i släktet Schizothorax och familjen karpfiskar. Inga underarter finns listade i Catalogue of Life.